# Hans Grundberg

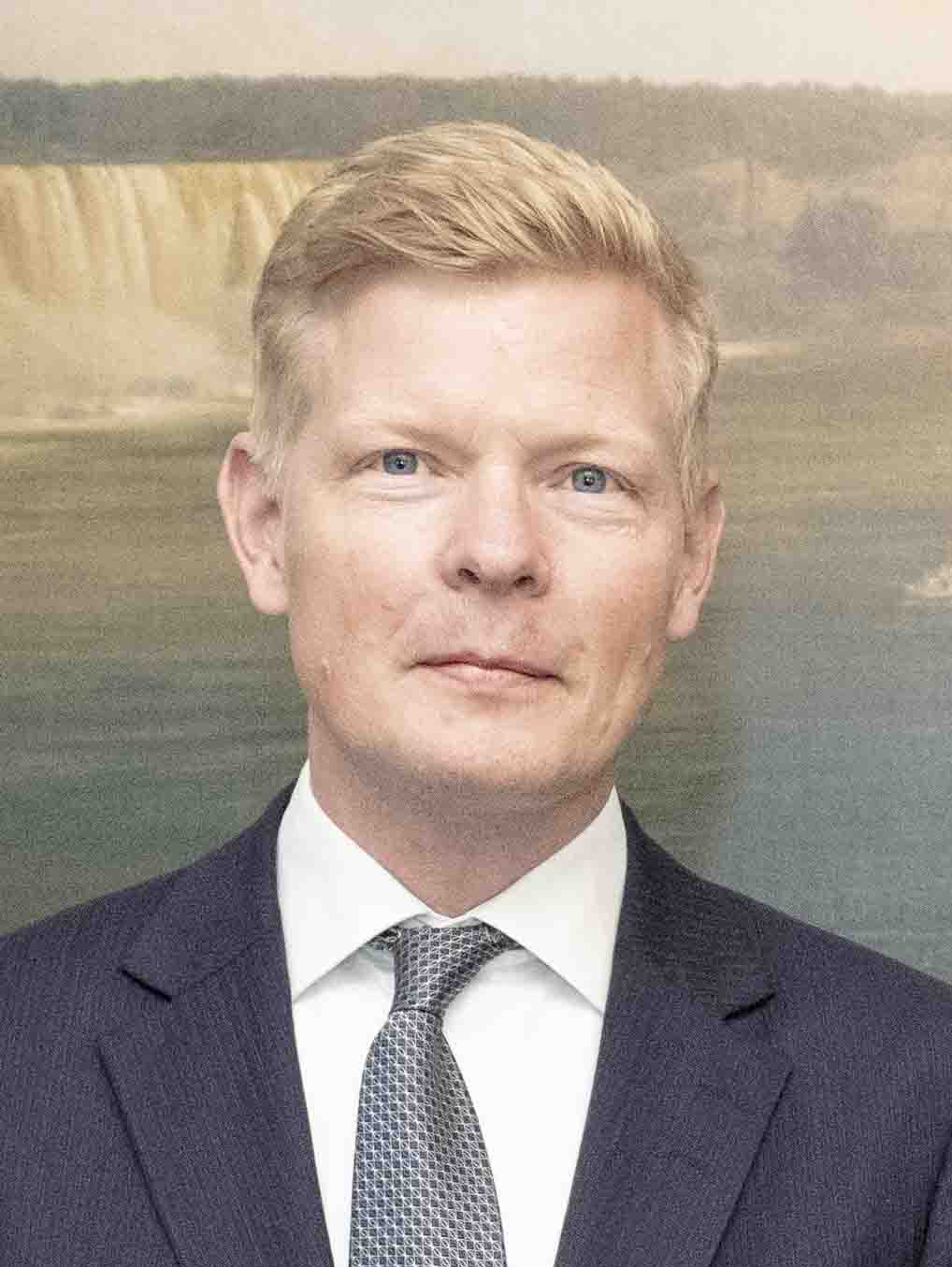
Hans Grundberg (2024)

Hans Grundberg (geb. am 6. August 1977 in Stockholm) ist ein schwedischer Diplomat. Seit August 2021 ist er UN-Sondergesandter für den Jemen.

## Leben und Wirken
Grundberg kam 1977 im Stockholmer Stadtteil Storkyrkoförsamlingen als Sohn des Diplomaten Lars Grundberg und der Psychologin Gunnel Cederberg zur Welt. Er absolvierte einen Masterstudiengang an der Handelshochschule in Stockholm.
Grundberg war als Diplomat für sein Heimatland und die Europäische Gemeinschaft tätig, u. a. mit Missionen in Kairo und Jerusalem. Während der schwedischen EU-Präsidentschaft leitete er 2009 die Arbeitsgruppe für die Golfregion in Brüssel.
2018 war er als Leiter der Abteilung Golfregion im schwedischen Außenministerium an den von den UN unterstützten Verhandlungen unter schwedischer Gastgeberschaft beteiligt, die 2018 zum sogenannten Stockholmer Abkommen führten, in dem Schritte zur Befriedung des seit 2014 bestehenden Konflikts zwischen der jemenitischen und den Huthi-Rebellen festgelegt wurden. Im Jahr 2019 wurde Grundberg zum EU-Botschafter im Jemen ernannt.
Am 7. Dezember 2022 wurde Grundberg von UN-Generalsekretär António Guterres als Nachfolger des Briten Martin Griffiths zum UN-Sondergesandten für den Jemen ernannt. 2022 konnte der erste Waffenstillstand seit sechs Jahren erreicht werden.